# The Business
The Business byla anglická Oi!/punková hudební skupina, založená v Lewishamu (jižní Londýn) v roce 1979. Založili ji spolužáci Steve Kent, Micky Fitz, Nick Cunningham a Martin Smith. První vystoupení absolvovali před svými kamarády v únoru 1980. V roce 1981 hráli společně s 4-Skins první Oi! koncert. Když začalo docházet ke špatnému označování Oi! coby hudby spojené s rasismem a extrémní pravicí, skupina se proti tomu postavila se svým turné Oi! proti rasismu a politickému extremismu…ale stále proti systému. V roce 1981 debutovali se singlem „Harry May“, který se tři měsíce udržel na žebříčku britské nezávislé hitparády a dosáhl 13. místa. Původní sestava se rozpadla na konci stejného roku, v nové sestavě vystupují od ledna 1982. Dne 1. prosince 2016 zemřel na rakovinu frontman Micky Fitz a kapela tím pádem ukončila svou činnost.

## Studiová alba
- Suburban Rebels (1983) Secret
- 1980-81 - Official Bootleg (1983) Syndicate #17
- Loud, Proud & Punk - Live) (1984) Syndicate #22
- Saturday's Heroes (1985) Harry May
- Welcome To The Real World (1988) Link
- In and Out of Business (1990) Link (pouze možnost objednat poštou, znovuvydal na CD 1998 Mog)
- Keep The Faith (1994) Century Media
- The Truth, The Whole Truth And Nothing But The Truth (1997) Taang!
- No Mercy For You (2001) Burning Heart
- Under The Influence (2003) Rhythm Vicar
- Hardcore Hooligan (2003) Burning Heart
- Doing The Business (2010) Sailor's Grave